# Сарипол
Сарипол е провинция в северен Афганистан с площ 15 999 км² и население 468 000 души (2002). Административен център е град Сарипол.

## Административно деление
Провинцията се поделя на 6 общини.